# Espinasse, Puy-de-Dôme
Espinasse är en kommun i departementet Puy-de-Dôme i regionen Auvergne-Rhône-Alpes i centrala Frankrike. Kommunen ligger i kantonen Saint-Gervais-d'Auvergne som tillhör arrondissementet Riom. År 2022 hade Espinasse 277 invånare.

## Befolkningsutveckling
Antalet invånare i kommunen Espinasse
| Referens: INSEE |